# 国際無線電信連合
国際無線電信連合（こくさいむせんでんしんれんごう）は、1908年に発足した無線通信のための国際機関。

## 「無線の時代」の到来と国際無線電信連合の発足

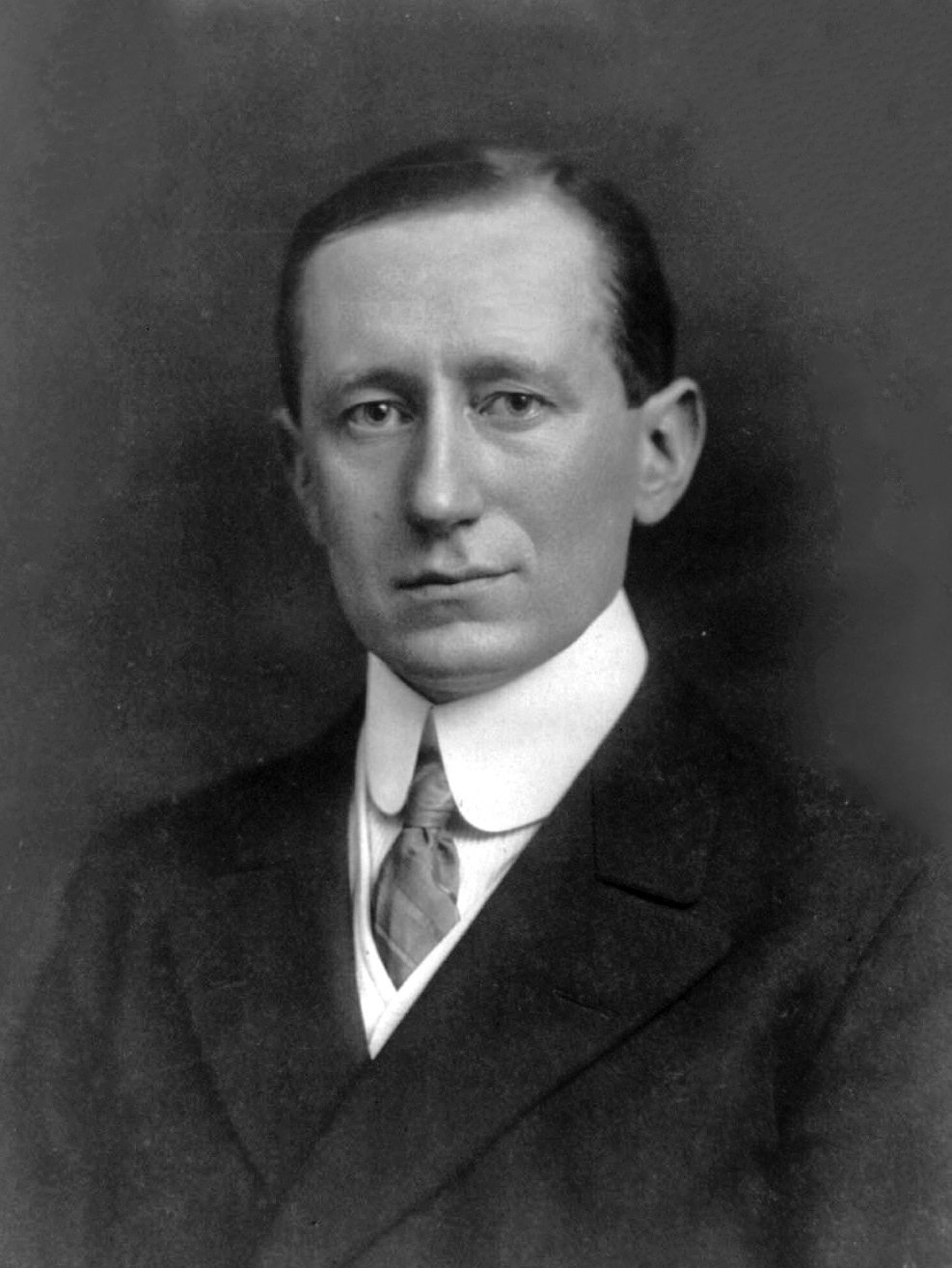
無線通信の父、グリエルモ・マルコーニ

有線の電信については、1834年にアメリカ人サミュエル・モールスによって電信機が発明されたのち、イギリスでは1837年に鉄道沿線で実用化され、アメリカ合衆国でも1845年にワシントンD.C.とボルティモアの間で電信線路が建設されたが、最初の国際電信は、1849年にプロイセン王国とオーストリア帝国との間で結ばれた電信条約にもとづいて始められた。その結果、1865年には万国電信連合が発足している。
1894年、イタリアのグリエルモ・マルコーニが自宅で電波による無線通信実験に成功、1897年にはマルコーニ無線電信会社が創立されて無線の時代がおとずれた。20世紀に入ると、イギリスは大英帝国内の植民地と本国を直接結び、第三国への情報漏洩を回避するため、無線は船舶間通信手段として重用されるようになった。イギリスとイタリアの海軍はマルコーニの仕様のみを利用した。これに対し、ドイツでは1903年にシーメンスとAEGが合弁し、無線技術を開発するためベルリンでテレフンケンが設立された。アメリカの発明家・電子工学者のリー・ド・フォレストもまた無線技術の発展に尽力した。イギリス・イタリア以外の列強はマルコーニの市場独占を打破したい思惑があり、のちにテレフンケンとフォレストは提携した。その一方、混信の問題が生じてその解決が必要とされたので、1903年に9か国がベルリンで会議をおこなっている。参加国はドイツ・オーストリア・スペイン・アメリカ・フランス・イギリス・ハンガリー・イタリア・ロシアであった。1906年にはベルリンで万国無線電信会議が開かれ、そのときSOSが遭難信号に採用された。1908年、日本をふくむ30か国が参加して国際無線電信連合が発足した。イギリス・イタリア両国は、このとき相互通信の義務において例外規定を設けさせている。
第一次世界大戦中、ドイツ帝国は特に無線の傍受合戦において大敗北を喫した。さらに帝国の海底ケーブルは敵国に切断、利用された。パリ講和会議でケーブルの処遇は議題に上がったが、返還されなかった。日本は大北電信会社のくびきを逃れようと無線事業の拡大を国策としてきたが、イギリスの勢力圏からは締め出され続け、ようやく1916年になってアメリカ合衆国と交信可能となった。1922年のワシントン会議では日本が切り取ったヤップ島のケーブルをアメリカが使うことになり、これより先の国際会議においては合衆国が主導権を握るようになった。ただし、覇権と呼べるほどではなく、あくまで私企業が支配権を握った。すでに1919年、マルコーニ社、RCA、テレフンケン、そしてCompagnie générale de télégraphie Sans Fil, CSF（現タレス・グループ）の4社は国際無線カルテルを結んでおり、このカルテルは契約どおり1945年まで続いた。
1932年、万国電信連合のマドリード会議では、電話や無線をふくむ共通規則の確定がカナダとアメリカの反対によって頓挫している。そこで、各国は電信・電話・無線の各分野で設けられた共通規約に少なくとも1つ加盟し、加盟した規約にのみ拘束されるというかたちをとった。

## 国際電気通信連合へ
第二次世界大戦後の1947年、万国電信連合（1865年発足）と国際無線電信連合（1908年発足）が統合して国際電気通信連合が発足し、国際連合の専門機関として活動を開始した。